# Telo Peres de Meneses
Telo Peres de Meneses (em castelhano: Tello Pérez de Meneses; morto em 1200), foi um magnata castelhano e líder militar durante o reinado do rei Afonso VIII e o fundador da Casa de Teles de Meneses, uma nobre e proeminente linhagem com vários membros da realeza, incluindo Leonor Teles de Meneses, rainha consorte de Portugal,  e a rainha Maria de Molina. Telo participou em várias campanhas militares durante a Reconquista e repovoamento e também foi um generoso fundador e patrono dos mosteiros e hospitais para cativos e leprosos. Juntamente com os Girão, os Teles de Meneses foram um dos grupos aristocráticos mais influentes e poderosos em Terra de Campos.

## Origens familiares
O nome de sua mãe não é conhecido. O pai de Telo foi Pedro Martines, filho de Martim Peres, senhor de Tordesillas e merino mor da rainha Urraca .  Embora a filiação de Martim Peres permanece desconhecida, ele deve ter sido um membro da mais alta nobreza por ter casado, como seu segundo marido, com Mor Peres, a viúva de Álvar Fáñez, ea filha do conde Pedro Ansures e sua esposa a condessa Eylo Afonso.

## Na cúria régia, tenências e propriedades, campanhas militares e repovoamento

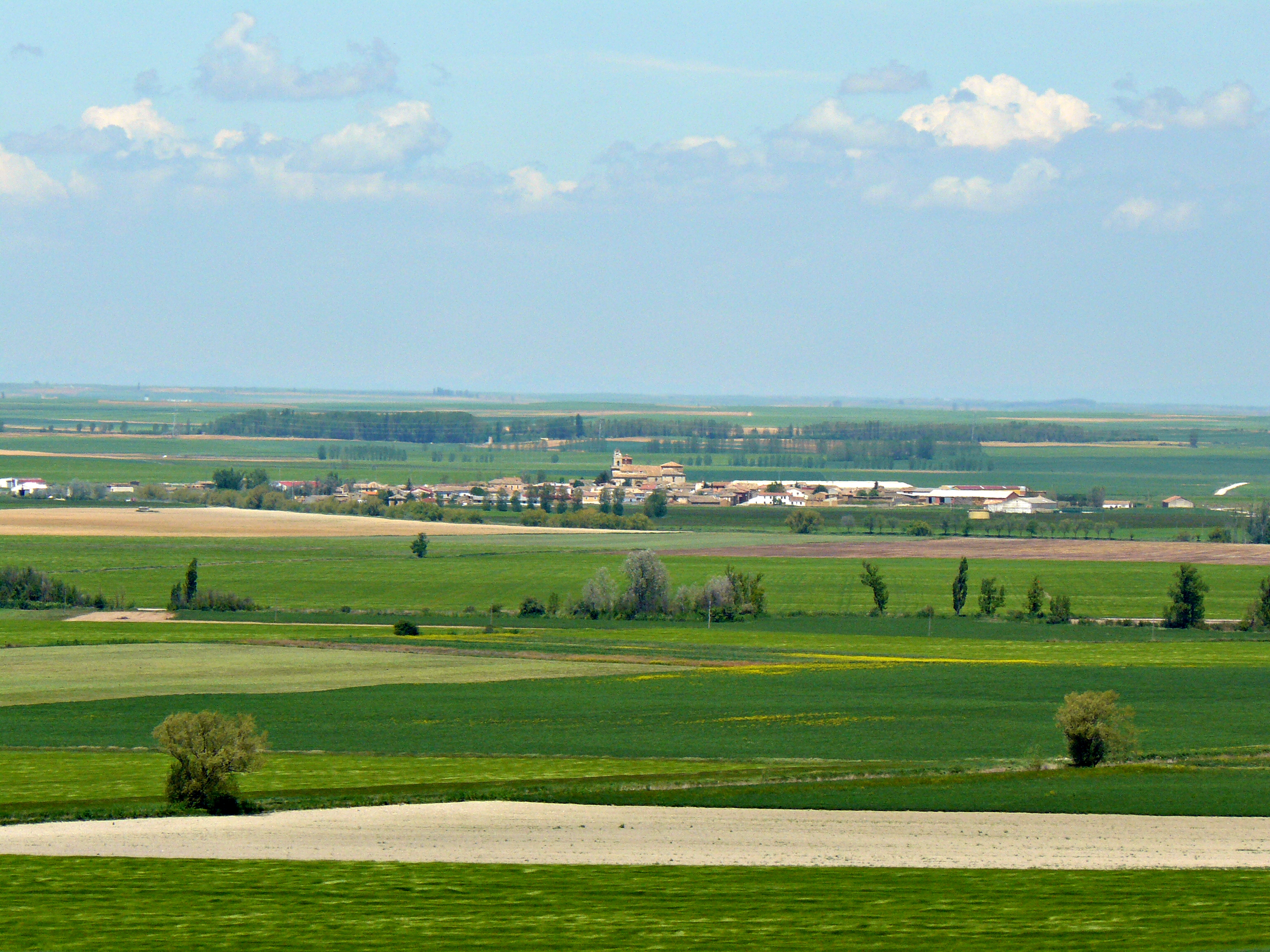
Vista de Meneses de Campos desde Montealegre

Telo foi um ilustre membro da cúria régia do rei Afonso VIII, a quem ele serviu como um vassalo fiel e de quem recebeu muitos favores reais.
Era dono de vastas propriedades na parte leste de Tierra de Campos incluindo Meneses e Montealegre. Também era dono de terras no vale do rio Sequillo e outras propriedades ao longo do Caminho de Santiago, onde fundou hospitais para os peregrinos e os leprosos.
Foi tenente de Cea em 1181, a região onde ele também era dono de várias propriedades, assim como em Meneses.
Em 1177, lutou e liderou os exércitos cristãos no cerco de Cuenca durante nove meses até que a cidade se rendeu em 21 de setembro do mesmo ano.
Tello foi encarregado de repovoar o vale do Guadiana na região que se estende desde as zonas húmidas de Tablas de Daimiel até o estuário do rio Jabalón como parte de um acordo com a Ordem de Calatrava nos termos do qual Telo foi confiada a tarefa de levar gado e escravos mouros para a região de Calatrava la Vieja. Como compensação por seus esforços, Telo foi concedido os direitos de usufruto durante sua vida de todos os bens e a sua morte, todos os bems e a metade do gado, voltaria à Ordem. Além disso, como compensação, foi-lhe concedida a vila de Ocaña durante sua vida. Ele e sua esposa já havia doado Ocaña, que haviam recebido do rei Afonso VIII, à Ordem de Calatrava. No mesmo mês, o rei Afonso VIII também deu Telo várias casas em Cuenca em troca do castelo de Malagón, que Telo doou posteriormente para a construção e manutenção de um hospital para os cativos nesta cidade.

## Patrocínio religioso e fundações

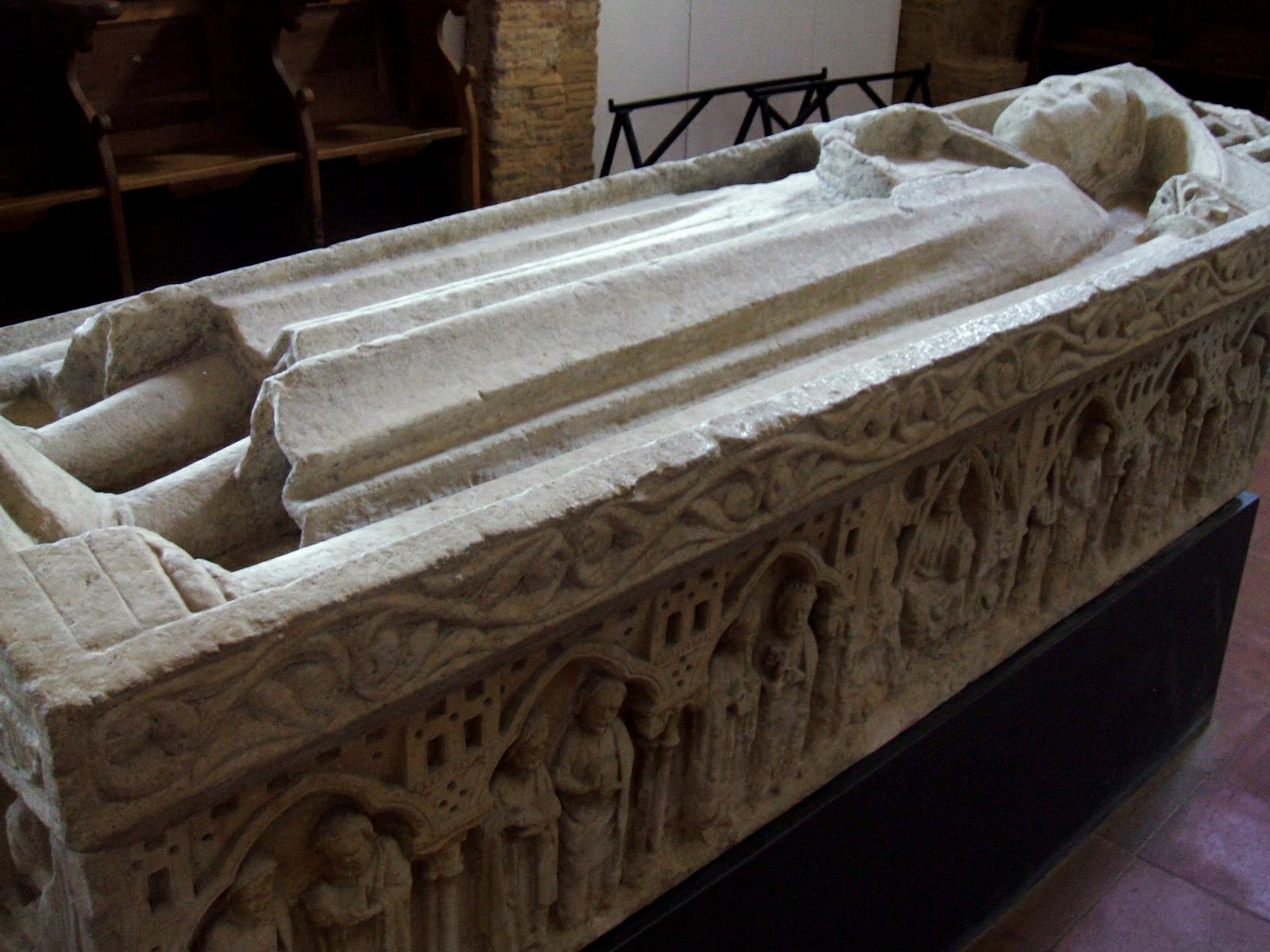
Sarcófago gótico do século XIII do Mosteiro de Santa Maria de Trianos, agora na igreja de San Tirso em Sahagún.

Em novembro de 1173, o rei Alfonso VIII deu Telo e sua esposa Gontrodo suas propriedades em Matallana e, em 1175, o mesmo rei confirmou a fundação do Mosteiro de Santa María de Matallana fundada por Telo e sua esposa. O documento foi confirmado pelos cinco filhos deste casamento; Afonso, Garcia, Telo, Suer e Teresa. Este mosteiro situa-se em Villalba de los Alcores na província de Valladolid.
Em 13 de março 1282, Telo e seu parente Pedro Gutiérrez com sua esposa Maria Boso, fundaram um hospital para os cativos e peregrinos em Cuenca que entregaram à Ordem de Santiago pela sua administração.
Com sua esposa e filhos, Telo fez uma generosa doação em 1185 para o Mosteiro de Santa Maria de Trianos da Ordem dos Cónegos Regrantes de Santo Agostinho. Em Junho desse ano, o rei Afonso VIII confirmou esta doação e doou propriedades adicionais. Embora a fundação deste mosteiro foi atribuído a Telo e sua esposa, o mosteiro já existia em 1125, quando à 7 de dezembro do mesmo ano o Papa Honório II emitiu uma bula pontifícia que nomeia o abade eo prior de deste mosteiro.
Em 1195, Telo com a sua esposa, fundou um hospital para leprosos em San Nicolás del Real Camino que posteriormente doou ao Mosteiro de Santa María de Trianos, também fundando em 6 de Dezembro de 1196 um outro hospital para leprosos em Villamartín de Campos, perto Carrión de los Condes, confiando posteiormente a administração à Ordem de Santiago.
Com o consentimento de seus cinco filhos, todos os quais são mencionados no documento, Telo fez uma generosa doação em julho 1195 ao mosteiro em Villanueva de San Mancio que tinha sido fundada um século antes, mas cujos ativos haviam diminuído consideravelmente. Em 1198, Telo e seus filhos doaram este mosteiro ao Mosteiro de Sahagún.
Telo Peres de Meneses morreu provavelmente no primeiro semestre de 1200 uma vez que seus filhos fez uma doação em junho daquele ano para o abade do Mosteiro de Sahagún e, certamente, antes de Abril de 1201, quando fizeram outra doação de diversas propriedades para as almas de seus pais. De acordo com o historiador do século XVI Ambrosio de Morales, os sarcófagos dos fundadores estavam na capela-mor do desaparecido Mosteiro de Matallana.

## Matrimónio e descendência

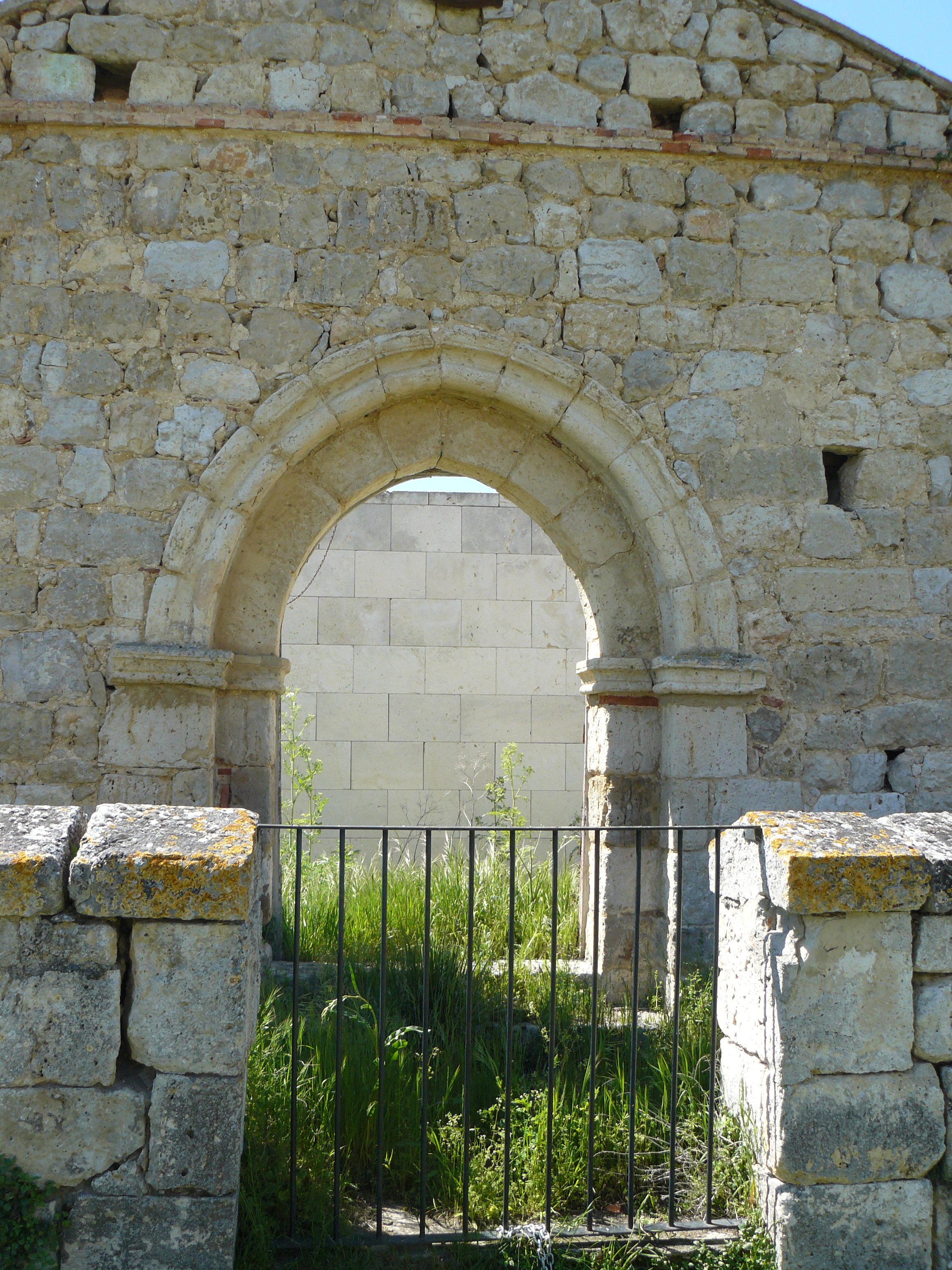
Ruínas do Mosteiro de Santa María de Matallana

Em 22 de junho 1161, Telo entregou carta de arras a sua esposa Gontrodo Garcia.  Gontrodo provavelmente contribuiu propriedades que tinha herdadas da família Flaínez em Tierra de Campos. Bisneta de Martín Flaínez, umo dos condes que morreram na Batalha de Uclés, Gontrodo foi a filha de Garcia Peres (m. em setembro 1165), tenente em Cea, e de Teresa Peres (m. em 10 de maio de 1187), os fundadores do Mosteiro cisterciense de Santa María la Real de Gradefes onde Teresa depois de enviuvar tornou-se freira e, posteriormente, foi sua abadessa. Telo e Gontrodo tiveram cinco filhos, todos nascidos entre 1161 e 1175. Toda a descendência masculina participou na Batalha de Navas de Tolosa, em Junho 1212. Os filhos foram:
- Afonso Teles de Meneses,[30][31] II senhor de Meneses que herdou o morgadio e desempenhou um papel importante na crise política que se seguiu após a morte precoce e acidental de Henrique I de Castela em 1217.[32]
- Garcia Teles, que morreu jovem e é o ancestral da linhagem Tello em Sevilha.[33][31]
- Telo Teles de Meneses, bispo de Palência.[33][31]
- Suer Teles de Meneses (m. depois de 1227).[31] Foi tenente em Montealegre, Tordehumos, Grajal, e Cea e um acérrimo defensor da rainha Berengária de Castela. Casou-se com Sancha Guterres, filha de Guterre Roiz de Castro e Elvira Osorio com quem teve dois filhos: Gutierre e Fernando Soares de Meneses, o primeiro sendo o ancestral dos Tellez de Meneses de Toledo, eo segundo um membro do clero em Palência.[34][35] Em 1227, Suero e sua esposa fez uma doação à Abadia de Benevívere de sua propriedade em Cisneros, Palência.[36]
- Teresa Teles,[31] que se casou com Martín Pérez